# Claude Spaak
Pour les articles homonymes, voir Spaak et Famille Spaak.
Claude Spaak, né le 22 octobre 1904 à Saint-Gilles (Bruxelles) et mort le 18 février 1990 à Fontenay-lès-Briis (France), est un dramaturge belge.

## Biographie
Vers 1936, Magritte dessina les armoiries de Claude Spaak, visibles au musée Magritte.

## Dramaturgie
- 1939 : L'École de la médisance
- 1946 : Primavera
- 1950 : L'Absent
- 1950 : L'heure sonnera
- 1953 : La Rose des vents
- 1957 : Le Pain blanc
- 1959 : Soleil de minuit
- 1962 : Trois fois le jour